# ロン・ボイエット
ロン・ボイエット（Lon Boyett 1953年12月24日- ）は、カリフォルニア州ランカスター出身のアメリカンフットボール選手。ポジションはタイトエンド。デビッド・カー、デレック・カーのおじにあたる。

## 経歴
1977年と1978年にオークランド・レイダースのトレーニングキャンプに参加した。1977年のプレシーズンゲーム4試合に出場し2レシーブを記録したがカットされた。プレシーズンゲームでのパスレシーブは、ケン・ステイブラーからのパスであったが、甥のデレック・カーにそのエピソードを良く聞かせたという。
1977年にフリーエージェントでタンパベイ・バッカニアーズと契約を結んだが、バッカニアーズでプレーすることなく、1978年にオークランド・レイダースにその年のドラフト10巡指名権とトレードされた。その年、サンフランシスコ・フォーティナイナーズで3試合に出場したがレシーブ回数は0回で、その後NFLでプレーすることはなかった。